# L'assedio di Fort Point
L'assedio di Fort Point (The Last Outpost) è un film del 1951 diretto da Lewis R. Foster.
È un western statunitense con Ronald Reagan, Rhonda Fleming e Bruce Bennett.

## Produzione
Il film, diretto da Lewis R. Foster su una sceneggiatura di Daniel Mainwaring, Winston Miller e George Worthing Yates e un soggetto di David Lang, fu prodotto da William H. Pine e William C. Thomas per la Pine-Thomas Productions e girato nei General Service Studios a Hollywood, negli studios di Old Tucson a Tucson, e in altre località di Tucson, in Arizona, da metà ottobre a metà novembre 1950. Il titolo di lavorazione fu The Apache Outpost.

## Distribuzione
Il film fu distribuito con il titolo The Last Outpost negli Stati Uniti nel maggio 1951 (première a Tucson il 4 aprile) al cinema dalla Paramount Pictures.
Altre distribuzioni:
- in Svezia il 5 novembre 1951 (Sista utposten)
- in Francia il 9 maggio 1952 (Le dernier bastion)
- in Finlandia il 30 maggio 1952 (Uloin etuvartio)
- nelle Filippine il 17 giugno 1952
- in Portogallo il 26 luglio 1952 (Carga de Cavalaria)
- in Danimarca il 25 agosto 1952 (Præriebyen brænder)
- in Germania Ovest il 26 febbraio 1956 (Sein letzter Verrat)
- negli Stati Uniti nel 1962 (Cavalry Charge) redistribuzione della Citation Films
- in Finlandia il 15 maggio 1964 (redistribuzione)
- in Belgio (De laatste voorpost) (Le dernier bastion)
- in Brasile (A Revolta dos Apaches)
- in Spagna (El último destacamento)
- in Grecia (Aporthito ohyro)
- in Grecia (Oi iroes den pethainoun pote)
- in Ungheria (Az utolsó helyőrség)
- in Italia (L'assedio di Fort Point)

## Critica
Secondo il Morandini il film è di "normale amministrazione".